# Slatina (rzeka na Słowacji)
Slatina – rzeka w środkowej Słowacji, w dorzeczu Dunaju. Długość – 55 km. 
Slatina ma źródła na wysokości ok. 930 m n.p.m. na południowo-zachodnich stokach mało wybitnego wzniesienia Pätina (994 m n.p.m.) w grupie górskiej Sihlianska planina w Rudawach Weporskich, na północny zachód od osady Vrchslatina, na terytorium katastralnym miasta Hriňová. W górnym biegu zasila sztuczny zbiornik wodny Hriňová na północ od miasta o tej samej nazwie. W dolnym biegu płynie na zachód do Zwolenia, na terenie którego przyjmuje dwa swoje największe dopływy, rzeczki Zolná (prawobrzeżny) i Neresnica (lewobrzeżny). Przepływa przez Zwoleń i tuż na zachód od tego miasta uchodzi do Hronu.